# Герман V (патріарх Константинопольський)
Патріарх Герман V (грец. Πατριάρχης Γερμανός Ε΄, в миру Георгіос Кавакопулос, грец. Γεώργιος Καβακόπουλος, 6 грудня 1835, Константинополь, Османська імперія — 19 січня 1920, Халкідон, Османська імперія) — єпископ Константинопольської православної церкви, Архієпископ Константинополя — Нового Риму і Вселенський Патріарх (1913–1918).

## Біографія
Народився 1835 року в константинопольському кварталі Балат (західна частина Фанара) в родині старшого кравця військового міністерства Османської імперії. Навчався народній школі Фанара, в Єрусалимі, Афінах, Халкінській богословській школі, яке закінчив у 1863 році. У тому ж році прийняв чернечий постриг і був висвячений на диякона, в 1864 році стає архідияконом Патріарха Софронія IV.
У 1866 році, при Патріархові Григорію VI, був обраний на кафедру Косську митрополію і в березні 1867 року хіротонізований на пресвітера, потім на єпископа. У лютому 1876 року був переміщений на Родоську митрополію. З 8 лютого 1888 року — митрополит Іраклійської митрополії.
Розглядався як кандидат на патріарших виборах після відставки Йоакима IV (листопад 1886 роки) і на всіх наступних виборах — до свого обрання 28 січня 1913 року, але його ім'я незмінно викреслюється зі списку кандидатур Портою. Був центральною фігурою в управлінні Патріархією в патріаршества Діонісія V і Неофіта VIII (останній був обраний як фігура, при якій реальне управління могло б бути в руках Германа). За патріаршества Діонісія зіграв ключову роль в боротьбі з Портою за права і прономії Патріархії: під його керівництвом велась вся переписка Патріархії з Портою з приводу захисту прав Церкви; він же вів переговори з османськими чиновниками. Кульмінацією протистояння став оголошений 3 жовтня 1890 року інтердикт — припинення богослужінь в знак протесту проти політики влади. До кінця грудня того ж року конфлікт завершився уступками з боку Порти.
10 травня 1897 року був переведений на Халкедонську митрополію Патріархом Костянтином V, який не залучав його до тісної співпраці.
У виборчій кампанії, що почалася в листопаді 1912 року, по смерті Йоакима III, по відношенню до якого перебував в опозиції, спочатку відмовився виставити свою кандидатуру через похилий років, але потім погодився і був обраний 28 січня 1913 року. Зійшов на патріарший престол 5 лютого 1913 року.
12 жовтня 1918 року за тиском невдоволеної частини народу відрікся від престолу, після чого удалився в Халкідон, де і помер в грудні 1920 року. Похований північно-західного боку собору Святої Трійці (Hacı Şükrü Sok. No l7, Kadıköy), побудованого під час його перебування на Халкидонській кафедрі.